# Universe (Album)
Universe, Untertitel The 12th Album, ist das zwölfte und letzte Studioalbum des deutschen Europop-Duos Modern Talking. Es erschien am 31. März 2003 bei Hansa Records und BMG Music Publishing. Es erreichte Platz zwei der Charts und Goldstatus in Deutschland.

## Entstehung
bei Universe war wiederum Dieter Bohlen der Produzent. Er schrieb auch alle zwölf Lieder auf dem Album. Kai Nickold (Titel: 3, 6, 11, 12), Lalo Titenkov (Titel: 4, 5, 7, 8 9) sowie Thorsten Brötzmann (Titel: 1, 2, 10) waren Co-Produzenten. Gemischt wurde das Album von Jeo alias Joachim Mezei.

## Gestaltung
Das Coverfoto zeigt eine Visualisierung der damals noch im Aufbau befindlichen ISS, aus der scheinbar bläuliche Flammen schlagen. Wie schon beim Vorgängeralbum ist das RTL-Logo auf dem Cover zu sehen.

## Rezeption
Das Album erreichte Platz zwei in Deutschland, Platz zehn in Österreich und Platz 25 in der Schweiz.

## Titelliste
1. TV Makes the Superstar – 3:44
2. I’m No Rockefeller – 3:40
3. Mystery – 3:32
4. Everybody Needs Somebody – 4:08
5. Heart of an Angel – 4:09
6. Who Will Be There – 3:47
7. Knocking on My Door – 3:36
8. Should I, Would I, Could I – 3:45
9. Blackbird – 3:17
10. Life Is Too Short – 3:32
11. Nothing But the Truth – 3:20
12. Superstar – 3:41